# 미래반도체
미래반도체(Mirai Semiconductors Co. Ltd.)는 대한민국의 반도체 유통 기업이다.
 본사는 서울시 구로구 경인로53길 15, 나동 4403호 (구로동, 중앙유통단지)에 위치해 있으며 대표이사는 이정이다.
1996년에 설립되었다
2023년 1월 27일 공모가 6000원에 신한투자증권을 주관사로 코스닥 시장에 상장하였다.
삼성전자의 국내 반도체 유통을 담당하고 있다.

## 같이 보기
- 유니퀘스트
- 매커스
- 에스에이엠티
- 유니트론텍

## 참고문헌
1. ↑  미래반도체, 내년 외형 성장과 수익성 개선 '기대', 뉴스프라임, 2023년 12월 14일
2. ↑  미래반도체, 하락 하루만에 11% 급등…2만4000원선 회복, 이코노뉴스, 2023년 12월 14일
3. ↑  안호현, 기업IPO ①미래반도체 ‘기관 수요예측(1576.56대1) 흥행’…공모주 청약해도 되나?, 인포스탁데일리, 2023년 1월 17일
4. ↑  박윤, 미래반도체, 신한투자증권 기업분석보고서 미래반도체, 2023년 6월 22일